# Olaf Tufte
Olaf Karl Tufte (Tønsberg, 27 de abril de 1976) es un deportista noruego que compitió en remo. Ha sido dos veces campeón olímpico y dos veces campeón mundial.
Participó en siete Juegos Olímpicos de Verano, obteniendo en total cuatro medallas, plata en Sídney 2000 (doble scull), oro en Atenas 2004 (scull individual), oro en Pekín 2008 (scull individual) y bronce en Río de Janeiro 2016 (doble scull).
Ganó seis medallas en el Campeonato Mundial de Remo entre los años 1999 y 2007, y una medalla de bronce en el Campeonato Europeo de Remo de 2015.
En 2008 fue galardonado con el Premio de Honor Olímpico Fearnley por la Confederación Deportiva Noruega.

## Palmarés internacional
| Juegos Olímpicos   | Juegos Olímpicos        | Juegos Olímpicos  | Juegos Olímpicos |
| Año                | Lugar                   | Medalla           | Prueba           |
| ------------------ | ----------------------- | ----------------- | ---------------- |
| 2000               | Sídney (Australia)      | Medalla de plata  | Doble scull      |
| 2004               | Atenas (Grecia)         | Medalla de oro    | Scull individual |
| 2008               | Pekín (China)           | Medalla de oro    | Scull individual |
| 2016               | Río de Janeiro (Brasil) | Medalla de bronce | Doble scull      |
| Campeonato Mundial |                         |                   |                  |
| Año                | Lugar                   | Medalla           | Prueba           |
| 1999               | St. Catharines (Canadá) | Medalla de bronce | Doble scull      |
| 2001               | Lucerna (Suiza)         | Medalla de oro    | Scull individual |
| 2002               | Sevilla (España)        | Medalla de bronce | Scull individual |
| 2003               | Milán (Italia)          | Medalla de oro    | Scull individual |
| 2005               | Kaizu (Japón)           | Medalla de plata  | Scull individual |
| 2007               | Múnich (Alemania)       | Medalla de bronce | Scull individual |
| Campeonato Europeo |                         |                   |                  |
| Año                | Lugar                   | Medalla           | Prueba           |
| 2015               | Poznań (Polonia)        | Medalla de bronce | Scull individual |